# Abborrtjärnen (Lycksele socken, Lappland, 716251-160118)
Abborrtjärnen är en sjö i Lycksele kommun i Lappland och ingår i Öreälvens huvudavrinningsområde.